# Marcus Haislip
Marcus Haislip (Lewisburg, 22 de dezembro de 1980) é um ex-jogador norte-americano de basquete profissional que atuou na  National Basketball Association (NBA). Foi o número 13 do Draft de 2002.